# Tiêu Chiến
Tiêu Chiến (giản thể: 肖战; phồn thể: 肖戰; bính âm: Xiāo Zhàn, sinh ngày 5 tháng 10 năm 1991) là một diễn viên và ca sĩ người Trung Quốc. Tiêu Chiến bắt đầu bước chân vào làng giải trí khi tham gia chương trình sống còn thần tượng X-Fire và ra mắt với tư cách là thành viên của nhóm nhạc XNINE. Anh ấy bắt đầu sự nghiệp diễn xuất của mình vào năm 2016 và kể từ đó đã giành được sự chú ý rộng rãi với các bộ phim truyền hình của mình, bao gồm Trần Tình Lệnh (2019), Khánh Dư Niên (2019), Lang Điện Hạ (2020) và Đấu La Đại Lục (2021).
Với tư cách là một ca sĩ, Tiêu Chiến đã phát hành một đĩa đơn "Điểm Sáng" vào cuối tháng 4 năm 2020. Với số lượng bán ra là 25,48 triệu bản, nó đã lập kỷ lục Guinness thế giới cho album kỹ thuật số bán nhanh nhất trong vòng 24 giờ kể từ phát hành. Vào ngày 22 tháng 4, anh xuất hiện trên sân khấu với vai chính trong phiên bản phim truyền hình dài 8 tiếng "Như Mộng Chi Mộng" ở Vũ Hán.

## Tiểu sử
Tiêu Chiến sinh ngày 5 tháng 10 năm 1991 tại Trùng Khánh, Trung Quốc. Từ nhỏ, Tiêu Chiến bắt đầu học vẽ và chơi violin. Tiêu Chiến theo học tại Học viện Thiết kế - Nghệ thuật trực thuộc Đại học Công thương Trùng Khánh. Trong những ngày học đại học, Tiêu Chiến đã tham gia đội hợp xướng nhà trường. Năm thứ hai Đại học, Tiêu Chiến cùng một số người bạn cùng nhau thành lập công ty chuyên thiết kế logo; đồng thời cũng cùng tham gia mở một studio nhiếp ảnh và là thợ ảnh chính. Sau khi tốt nghiệp đại học, Tiêu Chiến làm việc trong một công ty thiết kế trước khi ra mắt hoạt động nghệ thuật.

## Sự nghiệp âm nhạc
Tháng 6 năm 2015, sau lời giới thiệu của giáo viên, Tiêu Chiến tham gia chương trình truyền hình thực tế X-Fire, nơi anh được đào tạo để trở thành thần tượng cùng với 15 thực tập sinh khác. Anh cũng tham gia ghi hình chương trình Teen Channel của Tencent.
Sân khấu biểu diễn đầu tiên của anh ấy là tại Buổi hòa nhạc chào năm mới của Đài truyền hình Chiết Giang 2016, nơi anh ấy biểu diễn đĩa đơn "Freeze" cũng như bài hát chủ đề "Be A Man" cùng với các thành viên trong nhóm của mình. Anh ấy ra mắt cùng với 8 thực tập sinh khác trong nhóm nhạc thần tượng XNINE vào năm 2016, đảm nhận vị trí hát chính. XNINE phát hành mini album đầu tiên X Jiu vào tháng 9 năm 2016. Tháng 3 năm 2016, Tiêu Chiến nhận được đề cử cho giải thưởng thần tượng mới nổi tiếng nhất trong Lễ trao giải Phong Vân lần XVI (TOP Chinese Music Awards).
Năm 2018, Xiao Zhan đã hát nhạc phim cho bộ phim truyền hình Ôi! Hoàng Đế Bệ Hạ Của Ta trong đó anh ấy cũng tham gia diễn xuất, có tựa đề "Bước Theo Bóng Hình".
Từ năm 2019 đến năm 2021, Tiêu Chiến tiếp tục hát cho các bộ phim truyền hình mà anh đóng vai chính. Anh và Vương Nhất Bác đã phát hành bản song ca mang tên "Vô Ky" cho bộ phim truyền hình Trần Tình Lệnh. Đối với Khánh Dư Niên, Xiao Zhan đã hát bài hát chủ đề kết thúc "Dư niên". Tiêu Chiến cũng đóng góp vào OST của bộ phim truyền hình Đấu La Đại Lục năm 2021 của anh ấy với đĩa đơn "Thiếu niên thúc ngựa".
Từ tháng 10 năm 2019 đến tháng 1 năm 2020, Tiêu Chiến đã thường xuyên tham gia chương trình ca hát của Dragon TV "Bài hát của chúng ta", trong đó các ca sĩ kỳ cựu được bắt cặp với các ca sĩ trẻ trong thế hệ mới.
Tiêu Chiến cũng xuất hiện trong đêm chung kết của 'Diễn viên Please Take Your Place-Season 2', biểu diễn Running to You with All I Have của Bibi Zhou. Tiêu Chiến cũng đã biểu diễn hai bài hát trong lễ trao giải Tencent Video All Star 2020, một bài hát chủ đề mang tên Quãng đời còn lại xin chỉ giáo nhiều hơn, cùng với Dương Tử, bạn diễn của anh ấy trong bộ phim truyền hình sắp tới cùng tên, Quãng đời còn lại xin chỉ giáo nhiều hơn và OST solo của anh ấy cho cùng một bộ phim, được gọi là 最 幸运 的 幸运 - The Luckiest Fortune (sáng).

## Sự nghiệp diễn xuất

### 2015–2018: Gia nhập làng giải trí và dần nổi tiếng
Tháng 9 năm 2016, Tiêu Chiến ra mắt vai trò diễn viên qua vai nam chính Phương Thiên Trạch trong bộ phim truyền hình giả tưởng Siêu tinh tinh học viện. Cùng năm đó, anh đóng vai khách mời trong bộ phim tình cảm lãng mạn du hành thời gian Tình yêu vượt thời gian 2.
Năm 2017, Tiêu Chiến tham gia bộ phim truyền hình lãng mạn lịch sử, xuyên không Ôi! Hoàng đế bệ hạ của ta vai nam thứ Bắc Đường Mặc Nhiễm, một hoàng tử độc đoán nhưng dịu dàng. Bộ phim đã nhận được sự quan tâm lớn khi được công chiếu năm 2018 vì cốt truyện hài hước và lãng mạn. Cùng năm đó, Tiêu Chiến nhận lời tham gia bộ phim truyền hình tiên hiệp Đấu Phá Thương Khung vai Lâm Tu Nhai, và bộ phim Lang Điện Hạ vai Tật Xung.
Năm 2018, Tiêu Chiến bắt đầu ghi hình cho bộ phim truyền hình tiên hiệp Trần Tình Lệnh dựa trên tiểu thuyết đam mỹ nổi tiếng Ma đạo tổ sư, đảm nhiệm vai nam chính Ngụy Anh (Ngụy Vô Tiện). Ngày 5 tháng 10 năm 2018, anh phát hành đĩa đơn "Mãn túc" ("Mãn Nguyện").

### 2019–nay: Thành công đột phá
Từ cuối năm 2018 đến đầu năm 2019, Tiêu Chiến tham gia đóng vai nam chính Trương Tiểu Phàm trong bộ phim điện ảnh Tru Tiên chuyển thể từ tiểu thuyết tiên hiệp nổi tiếng cùng tên. Phim được công chiếu tại Trung Quốc ngày 13 tháng 9 năm 2019. Phim đứng đầu phòng vé Trung Quốc trong ngày công chiếu, và đạt tổng doanh thu phòng vé hơn 400 triệu nhân dân tệ trong 18 ngày chiếu. Tại Thái Lan, phim lập kỷ lục mới là phim Hoa ngữ có doanh thu cao nhất trong 10 năm. Sau đó, Tiêu Chiến đóng vai một điệp viên trong bộ phim cổ trang Khánh Dư Niên. Vào tháng 9, có thông báo rằng anh ấy đã thành lập studio của riêng mình, "XZ Studio" với sự hợp tác của Wajijiwa Entertainment.
Mùa hè 2019, Tiêu Chiến đóng vai chính cùng Vương Nhất Bác trong bộ phim truyền hình Trần Tình Lệnh dựa trên tiểu thuyết đam mỹ nổi tiếng Ma đạo tổ sư, với vai diễn Nguỵ Vô Tiện hoạt bác vô tư không gò bó hay khi trở thành Di Lăng Lão Tổ đen tối, đau khổ đã nhận được những đánh giá tích cực của giới phê bình. Trong thời gian phim phát sóng, độ nổi tiếng của Tiêu Chiến đã đạt được những thành tích đáng kể như: xếp hạng nhất sáu tuần liên tiếp (từ 3/7 - 11/8) Top 10 nam diễn viên có chỉ số lực ảnh hưởng trên mạng cao nhất; 12 ngày xếp hạng nhất, 43 ngày có chỉ số trên 9 điểm trong Top 50 chỉ số truyền thông nghệ sĩ; liên tục lên tìm kiếm nổi bật (hot search) của các trang mạng xã hội Trung Quốc. Trần Tình Lệnh cũng rất nổi tiếng ở nước ngoài, nó bắt đầu phát trực tuyến trên Netflix vào ngày 25 tháng 10 năm 2019, dẫn đến sự quan tâm toàn cầu cho Tiêu Chiến. Thành công từ Trần Tình Lệnh đã đưa Tiêu Chiến trở thành một trong những tiểu sinh mới của làng giải trí Trung Quốc và lấy được nhiều hợp đồng làm gương mặt đại diện của các nhãn hàng. Tháng 8 năm 2019, Tiêu Chiến ghi hình cho bộ phim truyền hình Quãng đời sau này, xin chỉ giáo trong vai nam chính bác sĩ Cố Ngụy bên cạnh nữ diễn viên Dương Tử.
Năm 2020, Tiêu Chiến cũng đóng vai chính trong Lang Điện Hạ cùng với Vương Đại Lục, Lý Thấm và bộ phim được phát hành trên Tencent Video, iQiyi và Youku vào ngày 19 tháng 11 năm 2020. Bộ truyện đã đứng đầu về chỉ số phổ biến ở Trung Quốc Đại lục kể từ khi phát hành và vượt qua 500 triệu lượt xem trên một nền tảng duy nhất chỉ trong vòng 11 ngày sau khi ra mắt. Tính đến tháng 12 năm 2020, tổng số người xem trên ba nền tảng đã vượt quá 1 tỷ, với lượt xem trung bình hàng ngày là gần 100 triệu. Vào cuối năm 2020, anh ấy đang quay một bộ phim truyền hình mới, Ace Troops, kết thúc sản xuất vào ngày 14 tháng 12 năm 2020. Anh ấy sẽ đóng vai Gu Yi Ye.
Vào cuối tháng 2 năm 2020, sự nghiệp của Tiêu Chiến bị ảnh hưởng do một bộ phận fan rơi vào "cuộc chiến" với 'cộng đồng tác giả và người hâm mộ đồng nghiệp văn', gây ra làn sóng phẫn nộ tẩy chay nam nghệ sĩ suốt một thời gian dài. Từ tháng 3 Tiêu Chiến ít xuất hiện trên các phương tiện truyền thông. Ngày 25 tháng 4, anh ra mắt đĩa đơn kỹ thuật số "Điểm Sáng" trên 3 nền tảng âm nhạc lớn Trung Quốc là QQMusic, Kugou Music và Kuwo Music. Single này đã phá vỡ kỷ lục doanh thu nhạc số nội địa, trở thành đĩa đơn kỹ thuật số đầu tiên và duy nhất phá vỡ cột mốc 160 triệu nhân dân tệ tính đến thời điểm hiện tại. Single góp mặt tại thứ hạng bảy trong số mười đĩa đơn bán chạy nhất toàn cầu năm 2020 theo Liên đoàn Công nghiệp thu âm Quốc tế (viết tắt IFPI). Tiêu Chiến là một trong số hiếm nam ca sĩ Hoa ngữ lọt vào danh sách này kể từ khi IFPI thành lập năm 1933 đến nay.
Tháng 2 năm 2021, bộ phim Đấu La Đại Lục do Tiêu Chiến vào vai nhân vật chính Đường Tam, một người hiếm hoi sở hữu linh hồn võ công kép, đóng cùng Ngô Tuyên Nghi lên sóng trên nền tảng chiếu phim Tencent và CCTV-8. Tháng 3, anh được công bố là sẽ đảm nhận vai nam chính Thời Ảnh trong bộ phim truyền hình Ngọc Cốt Dao được chuyển thể từ tiểu thuyết Chu Nhan. Tháng 4, Tiêu Chiến xuất hiện lần đầu tiên trên sân khấu kịch với vai diễn bệnh nhân số 5 trong Như Mộng Chi Mộng, một vở kịch có mục đích tôn vinh các nhân viên y tế tại Vũ Hán.

## Giá trị thương mại
Tiêu Chiến đã trở thành một trong những người được yêu cầu nhiều nhất sau thành công của Trần Tình Lệnh. Sự nổi tiếng của anh được chứng minh bao gồm những hợp đồng quảng cáo từ các sản phẩm nước giải khát, đến trang sức và tạp chí thời trang; với hầu hết trong số họ phá vỡ kỷ lục bán hàng trước đó của họ. Sau khi ông được bổ nhiệm làm người đại diện thương hiệu cho dòng nước hoa và làm đẹp của Estée Lauder, kỷ lục bán hàng của thương hiệu này đã vượt qua kỷ lục của ngày độc thân năm ngoái, cũng như đứng đầu danh sách các thương hiệu Trung Quốc phổ biến nhất với 11/11 và Black Friday 2019. Forbes Trung Quốc đã liệt kê anh ấy vào danh sách 30 Under 30 Asia 2019 của họ, bao gồm 30 người dưới 30 tuổi có ảnh hưởng và có ảnh hưởng đáng kể trong các lĩnh vực của họ.
Nam diễn viên kiêm ca sĩ đã đứng đầu các bảng xếp hạng khác nhau trong nhiều tuần và tháng liên tiếp kể từ khi anh bứt phá. Anh đứng đầu bảng xếp hạng người nổi tiếng của chỉ số R3 từ tháng 8 đến tháng 11 năm 2019. Anh cũng đứng đầu danh sách Giá trị kinh doanh của Ngôi sao dữ liệu của Ai Man trong tháng 9 đến tháng 11. Tiêu Chiến xếp thứ nhất trong danh sách Những gương mặt đẹp trai nhất châu Á 2019 của TCCAsia.
Tiêu Chiến đã giành được danh sách Nam diễn viên có ảnh hưởng nhất của năm trong Power Star 2019 khi lọt vào top 25 lần liên tiếp trong số 44 diễn viên nam.

## Từ thiện
Trong thời gian diễn ra đại dịch COVID-19, Tiêu Chiến đã tặng nhiều vật tư y tế, thiết bị và máy thở cho các bệnh viện có nhu cầu. Năm 2021, Tiêu Chiến cũng quyên góp 1 triệu Nhân dân tệ (210.000 USD) cho Hội Chữ thập đỏ Trịnh Châu để cứu trợ lũ lụt ở tỉnh Hà Nam.

## Phim ảnh

### Phim điện ảnh
| Sản xuất | Phát sóng | Tên                                             | Vai diễn                                  | Ghi chú   | Chú thích |
| -------- | --------- | ----------------------------------------------- | ----------------------------------------- | --------- | --------- |
| 2017     | 2018      | Truy lùng quái yêu 2 (Monster Hunt 2 / 捉妖记2) | Tiểu Yêu (Xiao Yao / 小妖)                | Khách mời | [ 21 ]    |
| 2017     | 2019      | Tố nhân đặc công (The Rookies / 素人特工)       | Viên Cẩm Lân (Yuan Jinglin / 袁锦麟)      | Khách mời | [ 22 ]    |
| 2019     | 2019      | Tru Tiên (Jade Dynasty / 诛仙)                  | Trương Tiểu Phàm (Zhang Xiaofan / 张小凡) | Nam chính |           |

### Phim truyền hình
| Sản xuất | Phát sóng | Tên                                                                             | Vai diễn                                       | Ghi chú   |
| -------- | --------- | ------------------------------------------------------------------------------- | ---------------------------------------------- | --------- |
| 2016     | 2016      | Siêu tinh tinh học viện (Super Star Academy / 超星星学园)                       | Phương Thiên Trạch (Fang Tianze / 方天择)      | Nam chính |
| 2016     | 2016      | Tình yêu vượt thời gian 2 (Shuttle Love Millennium / 相爱穿梭千年2月光下的交换) | Ông chủ Lương (Liang / 梁老板)                 | Khách mời |
| 2017     | 2018      | Ôi! Hoàng đế bệ hạ của ta (Oh! My Emperor / 哦！我的皇帝陛下)                   | Bắc Đường Mặc Nhiễm (Beitang Moran / 北堂墨染) | Nam thứ   |
| 2017     | 2018      | Đấu phá thương khung (Battle Through the Heavens / 斗破苍穹)                    | Lâm Tu Nhai (Lin Xiuya / 林修崖)               | Nam phụ   |
| 2018     | 2019      | Trần Tình Lệnh (The Untamed / 陈情令)                                           | Ngụy Vô Tiện (Wei Wuxian / 魏无羡)             | Nam chính |
| 2018     | 2019      | Khánh dư niên (Joy of Life / 庆余年)                                            | Ngôn Băng Vân (Yan Bingyun / 言冰云)           | Nam phụ   |
| 2020     | 2020      | Người đi ngược chiều đẹp nhất (Heroes in Harm’s Way / 最美逆行者)               | Thái Đinh (Cai Ding / 蔡丁)                    | Khách mời |
| 2017     | 2020      | Lang điện hạ (The Wolf / 狼殿下)                                                | Tật Xung (Ji Chong / 疾冲)                     | Nam thứ   |
| 2019     | 2021      | Đấu La Đại Lục (Douluo Continent / 斗罗大陆)                                    | Đường Tam (Tang San / 唐三)                    | Nam Chính |
| 2019     | 2022      | Quãng đời còn lại xin chỉ giáo nhiều hơn (The Oath of Love / 余生，请多指教)    | Cố Ngụy (Gu Wei / 顧魏)                        | Nam Chính |
| 2021     | 2023      | Ngọc Cốt Dao (Jade Bone Ballad / 玉骨遥)                                        | Thời Ảnh (Shi Ying / 时影)                     | Nam Chính |

## Sân khấu kịch
| Năm  | Tên                                               | Vai diễn                       | Ghi chú   | Chú thích |
| ---- | ------------------------------------------------- | ------------------------------ | --------- | --------- |
| 2021 | Như Mộng Chi Mộng (A Dream in a Dream / 如梦之梦) | Bệnh nhân số 5 (Patient No. 5) | Vai chính | [ 18 ]    |

## Danh sách đĩa nhạc

### Đĩa đơn
| Năm  | Tên                                               | Doanh số           | Album                           | Chú thích |
| ---- | ------------------------------------------------- | ------------------ | ------------------------------- | --------- |
| 2018 | "Mãn nguyện" (满足)                               |                    | Đĩa đơn không nằm trong album   | [ 23 ]    |
| 2020 | "Ngàn năm một tiếng ca" (千年一声唱) (với Na Anh) |                    | Kinh điển vịnh lưu truyền mùa 3 | [ 24 ]    |
| 2020 | "Trúc Thạch" (竹石)                               |                    | Kinh điển vịnh lưu truyền mùa 3 | [ 25 ]    |
| 2020 | "Điểm sáng" (光点)                                | - Hơn 160 triệu tệ | Đĩa đơn không nằm trong album   | [ 26 ]    |

### Nhạc phim
| Năm  | Tên                                                                                  | Album                      | Chú thích |
| ---- | ------------------------------------------------------------------------------------ | -------------------------- | --------- |
| 2018 | "Bước theo bóng hình" (踩影子)                                                       | Oh! My Emperor OST         | [ 27 ]    |
| 2018 | "Đấu phá thương khung" (斗破苍穹) (với Ngũ Gia Thành, Bành Sở Việt và Cốc Gia Thành) | Đấu phá thương khung OST   | [ 28 ]    |
| 2019 | "Vô Ky" (无羁) (với Vương Nhất Bác)                                                  | Trần Tình Lệnh OST         | [ 29 ]    |
| 2019 | "Vô Ky" (无羁) (phiên bản solo)                                                      | Trần Tình Lệnh OST         | [ 29 ]    |
| 2019 | "Khúc tận Trần Tình" (曲尽陈情)                                                      | Trần Tình Lệnh OST         | [ 30 ]    |
| 2019 | "Vấn thiếu niên" (问少年)                                                            | Tru Tiên OST               | [ 31 ]    |
| 2019 | "Hai con hổ" (两只老虎)                                                              | Hai con hổ OST             | [ 32 ]    |
| 2019 | "Dư niên" (余年)                                                                     | Khánh dư niên OST          | [ 33 ]    |
| 2019 | "Biển xanh một tiếng cười" (沧海一声笑)                                              | Tân Tiếu ngạo giang hồ OST | [ 34 ]    |
| 2021 | "Thiếu niên thúc ngựa" (策马正少年)                                                  | Đấu La Đại Lục OST         |           |

### Bài hát khác
| Năm  | Tên                                             | Album                            | Ghi chú                            | Chú thích |
| ---- | ----------------------------------------------- | -------------------------------- | ---------------------------------- | --------- |
| 2019 | "Tôi và tổ quốc của tôi" (我和我的祖国)         | Youth for the Motherland Singing | Dự án 70 năm Quốc khánh Trung Quốc | [ 35 ]    |
| 2019 | "Trái tim Trung Hoa" (我的中国心)               | Youth for the Motherland Singing | Dự án 70 năm Quốc khánh Trung Quốc | [ 36 ]    |
| 2019 | "Mùa hè tuyệt nhất" (最好的夏天)                | Youth for the Motherland Singing | Dự án 70 năm Quốc khánh Trung Quốc | [ 37 ]    |
| 2020 | "Vững tin tình yêu sẽ chiến thắng" (坚信爱会赢) | Đĩa đơn không nằm trong album    | Bài hát ủng hộ Vũ Hán              | [ 38 ]    |
| 2020 | "Đời Đời Bình An" (岁岁平安)                    | Đĩa đơn không nằm trong album    | Bài hát ủng hộ Vũ Hán              | [ 39 ]    |
| 2020 | "Hồng Mai Tán" (红梅赞)                         | Đĩa đơn không nằm trong album    | Chiến dịch "Trung Quốc tươi đẹp"   | [ 40 ]    |

## Giải thưởng
| Năm  | Giải thưởng                                      | Hạng mục                                                                  | Tác phẩm                    | Kết quả   | Ref.   |
| ---- | ------------------------------------------------ | ------------------------------------------------------------------------- | --------------------------- | --------- | ------ |
| 2016 | 16th Top Chinese Music Awards                    | Most Popular New Idol                                                     | —                           | Đề cử     |        |
| 2016 | Tencent Video Star Award                         | Best New Actor                                                            | Siêu tinh tinh học viện     | Đề cử     |        |
| 2018 | 25th Cosmo Beauty Ceremony                       | Beautiful Idol of the Year                                                | —                           | Đoạt giải | [ 41 ] |
| 2018 | 12th Tencent Video Star Awards                   | DOKI Popularity Award                                                     | —                           | Đoạt giải | [ 42 ] |
| 2019 | China Celebrity Charity Gala                     | Philanthropy Award                                                        | —                           | Đoạt giải | [ 43 ] |
| 2019 | 6th The Actors of China Award Ceremony           | Best Actor (Web series)                                                   | Trần Tình Lệnh              | Đề cử     | [ 44 ] |
| 2019 | 3rd Yinchuan Internet Film Festival              | Best Actor (Web series)                                                   | Trần Tình Lệnh              | Đoạt giải | [ 45 ] |
| 2019 | Golden Tower Award                               | Most Popular Actor                                                        | Trần Tình Lệnh              | Đoạt giải | [ 46 ] |
| 2019 | Giải Hoa Đỉnh lần thứ 26                         | Best Newcomer                                                             | Trần Tình Lệnh              | Đề cử     | [ 47 ] |
| 2019 | 2nd Cultural and Entertainment Industry Congress | Best Actor (Drama)                                                        | Trần Tình Lệnh              | Đề cử     | [ 48 ] |
| 2019 | 2nd Cultural and Entertainment Industry Congress | Breakthrough Actor (Drama)                                                | Trần Tình Lệnh              | Đề cử     | [ 48 ] |
| 2019 | 2nd Cultural and Entertainment Industry Congress | Best Couple (Cùng Vương Nhất Bác)                                         | Trần Tình Lệnh              | Đề cử     | [ 48 ] |
| 2019 | 2nd Cultural and Entertainment Industry Congress | Breakthrough Actor (Film)                                                 | Tru Tiên                    | Đề cử     | [ 48 ] |
| 2019 | Đêm Hội Gào Thét IQIYI                           | Diễn viên có nhân khí nhảy vọt của năm                                    |                             | Đoạt giải |        |
| 2019 | Tinh Quang Đại Thưởng 2019                       | Diễn viên truyền hình nhân khí của năm                                    |                             | Đoạt giải |        |
| 2019 | Tinh Quang Đại Thưởng 2019                       | Doki 2019                                                                 |                             | Đoạt giải |        |
| 2019 | Tinh Quang Đại Thưởng 2019                       | Ngôi sao VIP của Tencent 2019                                             |                             | Đoạt giải |        |
| 2020 | Duyệt Văn IP Phong Vân Thịnh Điển                | Nam diễn viên siêu cấp phong vân                                          |                             | Đoạt giải |        |
| 2020 | Duyệt Văn IP Phong Vân Thịnh Điển                | Hình tượng kinh điển - duyệt động nhân tâm                                |                             | Đoạt giải |        |
| 2020 | Bạch Thư Thịnh Điển                              | Nam diễn viên truyền hình của năm                                         |                             | Đoạt giải |        |
| 2020 | Bạch Thư Thịnh Điển                              | Nam diễn viên truyền hình của năm - bảng đẩy nhiệt minh tinh Tencent News |                             | Đoạt giải |        |
| 2020 | Bạch Thư Thịnh Điển                              | Nghệ sĩ có sức ảnh hưởng của năm                                          |                             | Đoạt giải |        |
| 2020 | Bạch Thư Thịnh Điển                              | Ngôi sao có sức ảnh hưởng của năm                                         |                             | Đoạt giải |        |
| 2020 | Đêm hội Weibo 2019                               | Drama của năm                                                             |                             | Đoạt giải |        |
| 2020 | Đầu Điều Thịnh Điển                              | Nhân vật có nhiệt độ của năm                                              |                             | Đoạt giải |        |
| 2020 | Đầu Điều Thịnh Điển                              | Weibo King 2019                                                           |                             | Đoạt giải |        |
| 2020 | Đầu Điều Thịnh Điển                              | Minh tinh được quan tâm nhất trong năm                                    |                             | Đoạt giải |        |
| 2020 | Tinh Quang Đại Thưởng 2020                       | Ngôi sao VIP của Tencent 2020                                             |                             | Đoạt giải |        |
| 2021 | Tinh Động Chi Dạ 2021                            | Ngôi sao bảng nhiệt độ Douyin của năm                                     |                             | Đoạt giải |        |
| 2021 | Đêm hội Weibo 2020                               | Weibo King 2020                                                           |                             | Đoạt giải |        |
| 2021 | Liên đoàn Công nghiệp thu âm Quốc tế (IFPI)      | Top 10 đĩa đơn bán chạy nhất toàn cầu năm 2020                            | #7 Điểm Sáng (Made To Love) | Đoạt giải |        |

### Giải thưởng khác
| Năm  | Danh hiệu                                                    | Kết quả   | Ref. |
| ---- | ------------------------------------------------------------ | --------- | ---- |
| 2019 | Forbes China 30 Under 30 Asia 2019                           | Đoạt giải |      |
| 2019 | TC Candler Most Handsome Faces in Asia 2019 List             | 1st       |      |
| 2019 | Thailand Headlines Person of the Year                        | Đoạt giải |      |
| 2019 | TC Candler Most Handsome Faces in the World 2019             | 6th       |      |
| 2019 | Starmometer Asian Drama Actor of the Year                    | Đoạt giải |      |
| 2019 | Beijing News Weekly Person of the Year                       | Đoạt giải |      |
| 2020 | TCC Asia The 100 Most Influential Faces of 2020              | 1st       |      |
| 2020 | TCC Asia The Most Handsome Faces in Asia 2020                | 1st       |      |
| 2020 | The Most Beautiful Charity Ambassador in 2020 Weibo          | 1st       |      |
| 2020 | The 100 Sexiest Men in the World 2020 Starmometer            | 1st       |      |
| 2020 | Most Handsome Chinese Idols 2020 King Choice                 | 1st       |      |
| 2020 | The 100 Most Handsome Face in Asia Pacific 2020 TCC Asia     | 1st       |      |
| 2020 | The 100 Most Handsome Men in the World 2020 Top Beauty World | 1st       |      |
| 2020 | The 2020s Top 10 Handsome Idols WeChat                       | 3rd       |      |
| 2020 | The 100 Most Handsome Faces in the World 2020 TC Candler     | 7th       |      |
| 2020 | The 100 Most Handsome Men in The World 2020 King Choice      | 1st       |      |
| 2021 | Most Popular Chinese Idols 2021 King Choice                  | 1st       |      |
| 2021 | 100 Asian Heartthrobs 2021 Starmometer                       | 3rd       |      |